# جوني دوسن
جوني دوسن (بالإنجليزية: Johnny Dawson)‏ هو لاعب غولف أمريكي، ولد في 20 ديسمبر 1902 في شيكاغو في الولايات المتحدة، وتوفي في 6 يناير 1986 في بالم سبرينغس في الولايات المتحدة.